# Ильтуганово
Ильтуганово (баш. Илтуған) — село в Кармаскалинском районе Республики Башкортостан Российской Федерации. Входит в состав Старомусинского сельсовета.

## География

### Географическое положение
Расстояние до:
- районного центра (Кармаскалы): 12 км,
- центра сельсовета (Старомусино): 4 км,
- ближайшей ж/д станции (Карламан): 20 км.

## История
В «Списке населенных мест по сведениям 1870 года», изданном в 1877 году, населённый пункт упомянут как деревня Ильтуганова (Алимгулова, Имянликулова) 3-го стана Уфимского уезда Уфимской губернии. Располагалась при речке Еленьилге, по левую сторону Оренбургского почтового тракта из Уфы, в 40 верстах от уездного и губернского города Уфы и в 40 верстах от становой квартиры в селе Юрмаш (Юрмашский Починок). В деревне, в 62 дворах жили 425 человек (208 мужчин и 217 женщин, тептяри — 95%), были мечеть, училище. Жители занимались плетением лаптей.

## Население
| 2002 | 2009 | 2010 |
| ---- | ---- | ---- |
| 699  | ↘465 | ↘428 |

Национальный состав
Согласно переписи 2002 года, преобладающие национальности — татары (52 %), башкиры (46 %).

## Религия
В селе есть мечеть.